# Élections générales néo-écossaises de 1993
L'élection générale néo-écossaise de 1993 se déroule le 25 mai 1993 afin d'élire les députés de l'Assemblée législative de la Nouvelle-Écosse. Il s'agit de la 33e élection générale en Nouvelle-Écosse depuis la confédération canadienne de 1867 et la 56e depuis la création de l'Assemblée législative en 1758.
Le Parti libéral de la Nouvelle-Écosse, dirigé par John Savage, est porté au pouvoir ; il défait le gouvernement du Parti progressiste-conservateur, dirigé par le premier ministre Donald Cameron, et forme un gouvernement majoritaire.

## Résultats
| Parti                               | Parti                      | Chef            | Sièges | Sièges | Sièges  | Voix    | Voix    | Voix    |
| ----------------------------------- | -------------------------- | --------------- | ------ | ------ | ------- | ------- | ------- | ------- |
| Parti                               | Parti                      | Chef            | 1988   | Élus   | % Diff. | #       | %       | % Diff. |
|                                     | Libéral                    | John Savage     | 21     | 40     | +90,5 % | 243 298 | 49,67 % |         |
|                                     | Progressiste-conservateur  | Donald Cameron  | 28     | 9      | -67,9 % | 152 383 | 31,11 % |         |
|                                     | Nouveau Parti démocratique | Alexa McDonough | 2      | 3      | +50 %   | 86 743  | 17,71 % |         |
|                                     | Indépendant                | Indépendant     | -      | -      | -       | 5 758   | 1,18 %  |         |
|                                     | Loi naturelle              |                 | *      | -      | *       | 1 647   | 0,34 %  | *       |
| Total                               | Total                      | Total           | 52     | 52     | -       | 489 829 | 100 %   |         |
| Source : (en) Elections Nova Scotia |                            |                 |        |        |         |         |         |         |